# Хилл, Фейт
Фейт Хилл (Faith Hill, имя при рождении Audrey Faith Perry; её имя иногда транскрибируют как Фейс и Файт, родилась 21 сентября 1967 г. в штате Миссисипи) — американская певица в стиле кантри, обладательница премии «Грэмми». Дебютный альбом вышел в 1993 г., а три года спустя она вышла замуж за певца Тима Макгро — отца её трёх дочерей. Особый успех сопутствовал её проникновенным поп-балладам «Breathe» (самый продаваемый сингл в США 2000 года) и «There You’ll Be» (тема к фильму «Пёрл-Харбор»). Неоднократно фигурировала в списках самых красивых женщин мира.

## Биография

### Ранние годы
Хилл родилась в Риджленде, Миссисипи под Джэксоном. В детстве она была удочерена и выросла в пригороде городка Star.
Её приёмные родители растили её и своих двух родных сыновей в очень строгих христианских традициях.
Вокальные дарования Хилл проявляются достаточно рано, и своё первое выступление она даёт в возрасте семи лет.
В 1976 году, за несколько дней до своего девятилетия, она посещает концерт Элвиса Пресли в State Fair Coliseum, в Джексоне, и этот концерт производит на неё глубокое впечатление.
Подростком Хилл регулярно выступает в местных церквях, даже и не принадлежащих к её собственному баптистскому вероисповеданию.
В возрасте семнадцати лет Хилл организует группу, выступающую на местных родео.
Она недолго посещает Hinds Community колледж в Реймонде, Миссисипи, но в возрасте девятнадцати лет бросает учёбу для того, чтобы переехать в Нэшвилль (Nashville) и осуществить свою мечту — стать кантри-певицей.
В первые дни пребывания в Нэшвилле Хилл проходит прослушивание на место бэк-вокалистки у Reba McEntire, но не может получить эту работу.
После временной работы продавщицей маек Хилл становится секретарём в музыкальном издательстве.
Помимо поиска способа начать музыкальную карьеру, Хилл пытается наладить семейную жизнь.
В 1988 она выходит замуж за поэта-песенника Дена Хилла (Dan Hill), чью фамилию она будет использовать, после того как станет знаменитой.
Два года спустя она начинает поиски своей родной матери, с которой она, в конце концов, встречается.
Хилл переписывается со своей матерью вплоть до самой кончины матери.
Коллега Хилл слышит, как она поёт сама для себя, и вскоре глава музыкальной компании предлагает ей исполнять демо-песни для компании.
Она дополняет эту работу, работая в качестве бэк-вокалистки у Gary Burr, часто исполняющего свои новые песни в кафе Bluebird Cafe в Нэшвилле.
Во время одного из таких представлений один из руководителей Warner Bros. Records присутствует в зале и, будучи пораженным голосом Хилл, предлагает ей сотрудничество.

## 1993—1997: Национальный успех
Дебютный альбом Хилл «Take Me as I Am» выходит в 1993 году; альбом достаточно хорошо продаётся (было продано более 3 миллионов копий альбома), а песня «Wild One» попадает в чарты.
Хилл становится первой женщиной-исполнительницей кантри музыки за 30 лет, которой удалось занимать первую строчку в Billbord в течение четырёх недель подряд. Версия песни Эрмы Франклин — «Piece of My Heart», также поднимается на вершину национальных чартов.
Вскоре после выхода альбома брак Хилл с Дэном Хиллом распадается.
Запись второго альбома Хилл задерживается из-за необходимости хирургического вмешательства для восстановления порванных кровяных сосудов в голосовых связках.
Альбом «It Matters to Me» выходит в 1995 и становится очередным успехом, одноимённая композиция становится её четвёртой песней, занявшей 1 место в национальных чартах.
Несколько других песен альбома также занимают различные места в чартах, альбом разошёлся в количестве 3 миллионов экземпляров.
Весной 1996 года Хилл начинает тур «Самопроизвольное Возгорание» (Spontaneous Combustion Tour) совместно с кантри-певцом Тимом Макгро.
В это время Хилл была обручена со своим бывшим продюсером, Скотом Хендриксом, а Макгро незадолго до этого разорвал свою помолвку.
Вскоре Хилл разрывает свою помолвку и они начинают встречаться.
6 октября 1996 года пара обручается.
Сейчас в семье Хилл и Макгро три дочери: Gracie Katherine (1997), Maggie Elizabeth (1998) and Audrey Caroline (2001).
С самого начала их брака супруги стараются никогда не разлучаться дольше, чем на три дня.

### 1998—2004

#### Семья на первом месте
После выпуска «It Matters To Me» Хилл берёт трёхлетний перерыв для того, чтобы отдохнуть от четырёх лет гастролей и чтобы завести семью с Макгро.
В течение этого периода она записывает вместе со своим мужем песню «It’s Your Love».
Песня занимает в течение шести недель первое место и получает награды как от Академии Кантри-музыки, так и от Ассоциации Кантри-музыки.

#### Обращение к поп-музыке
Фейт Хилл возвращается в музыкальную индустрию в 1998 с выпуском альбома «Faith» (Вера).
Несмотря на то, что этот альбом в большей степени был ориентирован на мейнстрим и на поп-звучание, он сохранил некоторые элементы кантри-музыки.
Песня «This kiss» (Этот поцелуй) становится национальным хитом номер один и её первой песней, появившейся в поп-чартах, достигнув седьмого места.
Альбом разошёлся в количестве шести миллионов экземпляров.
Чтобы поддержать неожиданно обретённый успех, Хилл выпускает альбом «Breath» (Дыхание), дебютировавший на вершине как в чарте Billboard Country, так и чарте по всем жанрам, опередив альбомы Mariah Carey и Savage Garden.
В первый раз за всю карьеру Хилл в альбоме присутствовали только песни о любви, не затрагивающие более мрачные темы, в отличие от её предыдущих альбомов.
Заглавная композиция «Breath» достигает второй строчки в чарте Billboard Hot 100.
«The Way You Love Me» также попадает в первую десятку, заняв седьмое место, и становится первой песней за историю Billboard Hot 100, продержавшейся в чарте 57 недель.
Альбом получает три награды Grammy, включая Best Country Album, Best Country Collaboration With Vocals за песню «Let’s Make Love», исполненную дуэтом со своим мужем, Тимом Макгро, и Best Country Female Vocal Performance за «Breath».
В этом альбоме Хилл отходит от своего имиджа «девушки из соседнего двора», видеоклипы и рекламная продукция были выполнены в более эротической манере.
Альбом «Breath» разошёлся общим тиражом более 10 миллионов копий. В июне 2001 года был выпущен альбом «There you’ll be-the best of». Заглавная песня «There You’ll Be» вошла в топ-пятерку в 12 странах мира. Альбом разошёлся тиражом в 3 миллиона копий. После этого Хилл записала и выпустила альбом «Cry». Диск вышел 14 ноября 2002 года. Несмотря на успех сингла «Cry», продажа диска была слабой.

### 2005—2006: Возвращение к кантри

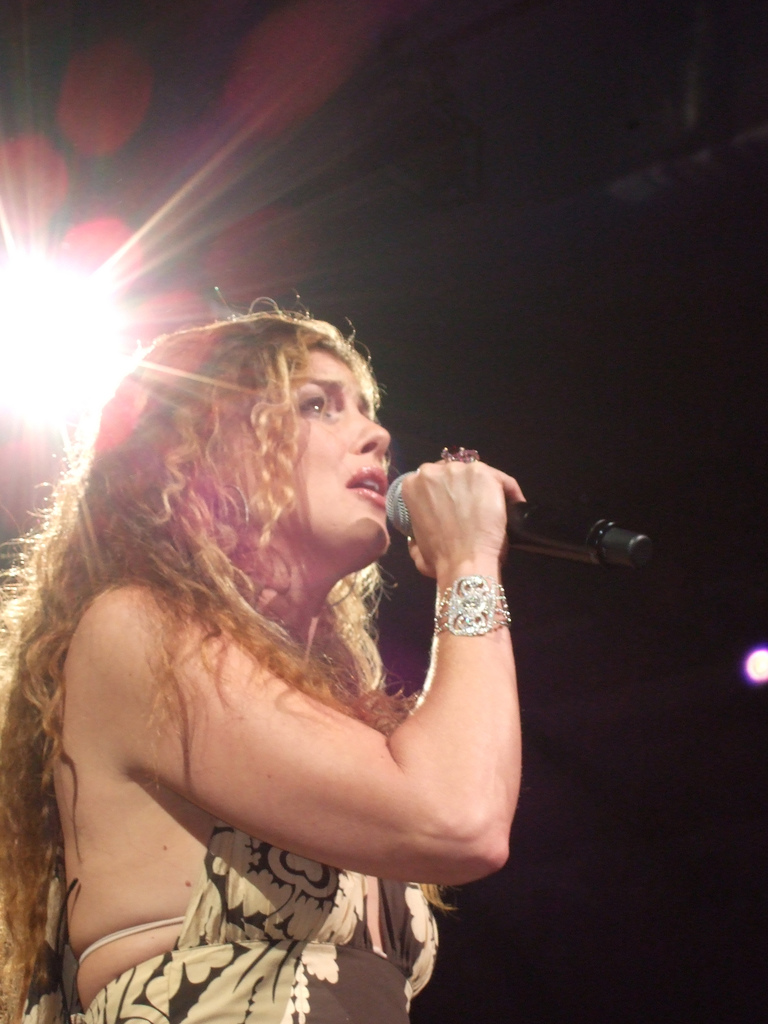
Хилл, Фейт

В 2005 году Фейт Хилл возвращается с новым альбомом — «Fireflies».
Диск дебютировал на вершине Billboard Country и общего чарта по всем жанрам.
Этот альбом стал третьим подряд альбомом Хилл, дебютировавшим сразу в обоих чартах, что до неё удалось только горстке исполнителей.
Песня «Mississippi Girl» (Девочка с Миссисипи) была написана специально для Хилл Джоном Ричем (John Rich) из Big and Rich и Адамом Шуфилдом (Adam Shoenfield) из MuzikMafia, в этой песне кратко описывается жизнь Фейт Хилл.
Хилл также записала ещё две песни Рича, «Sunshine and Summertime» (Солнечный свет и Лето) и «Like We Never Loved at All» (Как будто мы никогда и не любили), обе песни добились определённого успеха.
Песни «Stealing Kisses» (Украденные поцелуи) и «If You Ask» (И если ты просишь) были написаны Лори Маккена (Lori McKenna).
Альбом отметил возвращение Хилл к её кантри-корням и вернул её в эфир кантри-музыки. Было продано более 5 миллионов копий альбома «Fireflies».
После урагана Катрина Хилл со своим мужем, выросшим в Луизиане, подключились к благотворительной кампании в поддержку пострадавших от урагана.
Они выступили на нескольких концертах, сборы с которых шли в помощь людям, потерявшим свои дома из-за урагана.
Позже пара основывает Neighbor’s Keeper Foundation, обеспечивающее за счёт пожертвований основную гуманитарную помощь в случаях природных катастроф.
После шестилетнего отказа от туров в связи с рождением младшей дочери Хилл и её муж Тим Макгро начинают совместный тур — Soul2Soul II Tour 2006 (Тур 2006 года Душа в Душу).
Тур становится самым коммерчески успешным туром за историю кантри-музыки, с кассовыми сборами более 90 миллионов долларов.
Этот тур был признан «Главным туром года» журналом Pollstar Magazine, обойдя таких тяжеловесов как Мадонна и Rolling Stones.
Пара пожертвовала всю прибыль от концерта в Новом Орлеане на нужды благотворительности.

## 2007 — наши дни
В 2007 году Хилл начинает работу над своим первым сборником лучших песен, под названием The Hits («Хиты»), который был выпущен 2 октября.
На этом сборнике также присутствовали две новые песни: «Lost» и «Red Umbrella», а также версия песни «Stronger», записанная во время тура Soul2Soul.
Также был выпущен DVD с записью 11 видеоклипов Хилл.
В США было продано четверть миллиона копий этого сборника.
Хилл исполняет песню «Sleeping with the Telephone» для альбома Reba McEntire — «Duets».
Вместе со своим мужем Хилл записывает песни «I Need You» и «Shotgun Rider» для его нового альбома «Let It Go».
Хилл записывает Рождественский альбом под названием «Joy to the World».
Альбом был выпущен 30 сентября 2008.
Этот альбом занял первое место в Канадских чартах и 6 в кантри-чартах США.
На данный момент Хилл занята работой над своим 7 студийным альбомом, который выйдет в свет в 2010 году.

## Дискография
Студийные альбомы
- Take Me as I Am (1993)
- It Matters to Me (1995)
- Faith (1998)
- Breathe (1999)
- Cry (2002)
- Fireflies (2005)
- Joy to the World (2008)
- Illusion (2012)

Сборники
- Piece of My Heart (1996)
- There You’ll Be (2001)
- The Hits (2007)